# Las ruteras
 Las ruteras es una película de Argentina filmada en colores dirigida por Ignacio Tankel sobre su propio guion escrito en colaboración con Horacio Cerani que se estrenó el 17 de octubre de 1968 y que tuvo como protagonistas a Eduardo Rudy, Hilda Suárez, Federico Luppi, Pedro Aleandro y Doris Coll.

## Sinopsis
La lucha de un camionero por tener su propio vehículo.

## Reparto
- Pedro Aleandro	...	Francisco
- Doris Coll...	Silvia
- Carlos Cotto
- Alfonso De Grazia
- Julio De Grazia
- Marta Ecco
- Beto Gianola...	Camionero
- Francisco Lizzio
- Federico Luppi	...	Camionero
- Eduardo Rudy	...	Salvador
- Jaime Saslavsky
- Hilda Suárez	...	Sara
- Juan Manuel Tenuta
- Isidro Fernán Valdez	...	Jorge

## Comentarios
La revista Gente opinó:

”Fatigosa es el primer adjetivo que se nos presenta para calificar esta vista.”

La Prensa dijo:

”La pobreza de lenguaje cinematográfico…Eduardo Rudy e Hilda Suárez…se vieron condenados a una invariable y fatigosa monotonía.”

Manrupe y Portela escriben:

”Film por debajo del standard que parte de un título engañoso ya que las tuteras son personajes secundarios en esta saga del camionero.”